# Hipoxantina
La hipoxantina és una forma metabòlica de les purines, encara que ocasionalment pot formar part d'alguns ARN. La forma degradativa final de les purines en els primats és l'àcid úric.